# هاي سبيد! فري! ستارتنغ ديز
هاي سبيد! فري! ستارتنغ ديز (باليابانية: 映画 ハイ☆スピード！-Free! Starting Days-، بالروماجي:  Eiga Hai Supīdo! Free! Starting Days) (بالإنجليزية: High Speed! Free! Starting Days)‏ هو فيلم أنمي ياباني، أنتج من قبل استوديو كيوتو أنيميشن و دو أنيميشن، عرض في 5 ديسمبر 2015، تستند القصة بشكل كبير على المجلد الثاني من الرواية الخفيفة هاي! سبيد، التي ألفها كوجي أوجي، السلسلة التي ألهمت فري.  يركز الفيلم على هاروكا ناناسي كطالب صغير في المدرسة المتوسط، حيث يتعلم هو وأصدقائه معنى العمل الجماعي أثناء انضمامهم إلى فريق السباحة.

## القصة
تدور أحداث القصة عن هاروكا ناناسي الذي
يبدأ عامه الأول في مدرسة إيواتوبي المتوسطة. بعد اكتشاف أن هاروكا وصديق طفولته ماكوتو تاتشيبانا، كانا جزءًا من نادي أيواتوبي للسباحة، يحثهما أساهي شينا على الانضمام إلى فريق السباحة على الرغم من عدم اهتمام هاروكا، بينما يقترح كيسومي شيجينو الانضمام إلى فريق كرة السلة. يزور ناتسويا كيريشيما، قائد فريق السباحة، صفه ويقنع بنجاح هاروكا وماكوتو وأساهي وأخوه الأصغر إيكويا بالانضمام.

## الأداء الصوتي
هاروكا ناناسي
مؤدي الصوت: نوبوناغا شيمازاكي
ماكوتو تاتشيبانا
مؤدي الصوت: تاتسوهيسا سوزوكي
إيكويا كيريشيما
مؤدي الصوت: كوكي أوتشياما
رين ماتسوكا
مؤدي الصوت: مامورو ميانو
سوسوكي يامازاكي
مؤدي الصوت: يوشيماسا هوسويا
ناو سيريزاوا
مؤدي الصوت: ساتوشي هينو
كيسومي شيغينو
مؤدي الصوت: تشيهيرو سوزوكي
ناتسويا كيريشيما
مؤدي الصوت: كينجي نوجيما

## وصلات خارجية
- الموقع الرسمي (باليابانية)

هاي سبيد! فري! ستارتنغ ديز على موقع IMDb (الإنجليزية)
- هاي سبيد! فري! ستارتنغ ديز على موقع نتفليكس (الإنجليزية)
- هاي سبيد! فري! ستارتنغ ديز على موقع فيلمافينيتي (الإسبانية)
- هاي سبيد! فري! ستارتنغ ديز على موقع قاعدة بيانات الفيلم (الإنجليزية)
- هاي سبيد! فري! ستارتنغ ديز على موقع ليتربوكسد (الإنجليزية)
- هاي سبيد! فري! ستارتنغ ديز على موقع كينوبويسك (الروسية)